# Вершинино (Томская область)
Верши́нино — село в Томском районе Томской области. Входит в Спасское сельское поселение.

## Происхождение названия
Согласно архивным данным первые поселенцы села носили фамилию Вершинины, от которой и произошло название населённого пункта. По данным на 2015 год многие жители села имеют фамилию Вершинины.

## География
Село расположено на правом берегу реки Томи, в 33 км к югу от Томска (на Коларовском тракте: Томск — Коларово — Батурино — Вершинино — Яр).

## Население
| 2002 | 2008 | 2009 | 2010 | 2011 | 2012 | 2013 | 2014 | 2015 |
| ---- | ---- | ---- | ---- | ---- | ---- | ---- | ---- | ---- |
| 651  | ↗657 | ↘654 | ↘637 | ↗639 | ↗645 | ↗648 | ↗671 | ↗688 |
| 2021 |      |      |      |      |      |      |      |      |
| ↗717 |      |      |      |      |      |      |      |      |

## Транспорт
До села из Томска можно добраться на пригородном автобусе с томского автовокзала, ежедневно осуществляющем несколько рейсов.

## Экономика и инфраструктура
В Вершинино действует сельскохозяйственное предприятие ООО «Вершининское». В селе также расположено тепличное хозяйство «Тянь-Мэн» (80 теплиц на 12 гектарах), где с 2000 года китайцы (около 20 человек) выращивают томаты, имеются школа и детский сад.

## Улицы
Улицы: Луговая, Молодёжная, Новая, Победы, Рабочая, Сидоренко, Советская, Солнечная, Сосновая.
Переулки: Лесной, Новый.

## Природа, туризм и санаторно-курортное лечение
Санаторий «Заповедное».
Между Яром и Вершинино находятся 18 озёр, отдыхать на которые приезжают не только местные жители, но и томичи.
В 1,5 километрах от села находится памятник природы минеральный водный источник «Капитановка».
Сосновый бор у села также является памятником природы.

## Известные уроженцы
- Георгий Прокопьевич Вершинин (1919—1993) — начальник Новосибирского областного отдела радиовещания, директор Новосибирской студии кинохроники[10].

## Интересные факты
С середины XX века томские филологи исследовали местный говор села Вершинина, в результате этих исследований в 1998 году издали 300-страничный «Вершининский словарь».
В июле 2015 года в селе открылся ипподром, построенный местным фермером на собственные средства.